# Red Alert
Red Alert va ser un grup anglès de punk rock i oi! format a la ciutat de Sunderland el maig de 1979. Va publicar cinc EP i un àlbum d'estudi, i va aparèixer en nombroses recopilacions com Punk And Disorderly (Abstract Records, 1981) i Carry On Oi! (Secret Records, 1981). Tres dels discos del grup van arribar al Top 30 de la UK Indie Chart. Red Alert es va separar el 1984 però es va reformar cinc anys després i va continuar girant i gravant.

## Història
La formació original de Red Alert —Steve «Cast Iron» Smith (veu), Tony Van Frater (guitarra), Gaz Stuart (baix) i Dona (bateria)— va debutar l'estiu de 1979 en un carnaval a Sunderland fent versions de The Clash i U.K. Subs.
La seva primera maqueta es va convertir en el seu llançament de debut: un EP de quatre cançons titulat Third And Final, del qual es van premsar 250 còpies i que després es van vendre als concerts. Amb el nou bateria Gary «Mitch» Mitchell, Red Alert va produir la seva segona maqueta In Britain i va gravar dos temes per al Carry On Oi!, tot i que finalment només un d'ells, «SPG», s'hi va incloure.
En el transcurs de dos anys, Red Alert va publicar dos EP de 7 polzades (In Britain i Take No Prisoners ), el seu LP debut We've Got The Power, un senzill («City Invasion») i un EP de 12 polzades de 6 cançons (There's A Guitar Burning ), tot amb el nou bateria Les «Nobby» Cobb. Matty Forster va substituir Cobb el 1984. L'últim concert del grup va ser en benefici dels miners en vaga de 1984. Durant un temps Tony i Matty van actuar sota el nom de Red London.
Anys després i havent fet una gira europea al costat de Red London, el quartet (amb Gaz Stoker de Red London, com a nou baixista) va gravar el seu segon LP Blood, Sweat 'N' Beers, seguit de Beyond The Cut el 1993. Amb el nou bateria John Forster (germà de Matty) Red Alert va fer una gira pels Estats Units d'Amèrica i va publicar l'àlbum Super Yobs, un disc compartit amb The Templars. A la tornada van llançar el conjunt d'EP doble de 7 polzades Street Survivors/Drinkin' With Red Alert. L'agost de 1994 es va incorporar el nou bateria, Ian Syborn, amb qui el grup va gravar Breakin' All The Rules. L'últim àlbum d'estudi de Red Alert, Excess All Areas, es va publicar el 2005.
Ian Syborn va morir el 2002, Tony Van Frater va morir el 29 d'octubre de 2015 i Steve «Cast Iron» Smith va morir el 30 de novembre de 2022.

## Discografia

### Àlbums d'estudi
- We’ve Got the Power (No Future Records LP, CD) 1983
- Blood, Sweat 'N' Beers (Nightmare Records LP, CD 1992
- Beyond the Cut (Nightmare Records / Knock Out Records) 1993
- Super Yobs (split with The Templars) (Vulture Records) 1994
- Breakin' All the Rules (Dojo Records CD) 1996
- Wearside (Plastic Head Records CD) 1999
- Excess All Areas (Captain Oi!, 2005)

### Àlbums recopilatoris
- Red Alert: Oi Singles Collection (Captain Oi! Records CD) 1995
- Rebels in Society (Get Back Records CD) 1997
- The Rarities (Captain Oi! Records CD) 1999
- Best Of (Captain Oi! Records CD) 2000
- Border Guards (Harry May, 2001)
- Blazin' Thru The Years - The Best Of (2005)